# Marià Madramany i Calatayud
Marià Madramany i Calatayud (l'Alcúdia, Ribera Alta, 29 de març de 1746 - Palma, Mallorca, 13 de gener de 1822) fou un jurista i erudit valencià. Usà els pseudònims Damián Marón y Rama, Ramón Amad y Ramaní, Juan Bautista Jordán, i Veracio Chacota.
Fill d'una família de pagesos benestants, entre 1762 i 1765 va cursar Humanitats i Filosofia en la Universitat de València, i el 1765 es va matricular en Dret civil. Va completar els seus estudis el 1768, any en què va rebre el títol de doctor en lleis.
Era parent del poeta Joan Baptista Madramany i Carbonell, autor d'una traducció al castellà del text francès de Nicolas Boileau-Despréaux, que es publicà amb el títol d'Arte poética, i nebot del paborde Vicent Calataiud, escriptor prolífic de temes religiosos. Des del 1773 exercí l'advocacia, fins que el 1807 obtingué un benefici a la parròquia de Sant Esteve de València. El 1815 va ser nomenat secretari del Tribunal del Sant Ofici de València i, dos anys més tard, fiscal a Mallorca, on va morir el 1822.
Els seus interessos literaris foren prou diversos. L'obra de Madramany abasta diverses disciplines, la jurídica, la històrica, l'econòmica i la religiosa.

## Publicacions[8]
- Apéndice y colección de los documentos y notas pertenecientes al tratado de la nobleza de la Corona de Aragón: especialmente del Reyno de Valencia, comparada con la de Castilla, para ilustración de la Real Cedula del Señor Don Luis I de 14 de agosto de 1724 (1788)
- Discurso sobre la segunda cosecha de seda, sus ventajas, sus inconvenientes y las precauciones que podrían tal vez evitarlos (1786)
- Tratado de la elocución o del perfecto lenguage y buen estilo respecto al castellano, Imp. Hermanos de Orga, València, 1795.
- Oracion en defensa de los gatos, contra la que a favor de los ratones publicó D. Damian Maron y Rama (1816)
- Oracion en que se prueba, convence y persuade, que es menor mal sufrir ratones, que tener gatos en nuestras casas (1816)
- Tratado de la nobleza de la Corona de Aragón : especialmente del reyno de Valencia, comparada con la de Castilla, para ilustración de la Real Cedula del Señor Don Luis I de 14 de agosto de 1724 (1788)
- Ventajas de la nobleza adquirida por el mérito personal sobre la heredada... (1816)
- Disertacion, o Carta satisfactoria en respuesta de la publicada por D. Damian Maron y Rama, persuadiendo, que es menor mal sufrir Ratones, que tener Gatos, convencese todo lo contrario ... (1779)